# Vera Röhm
Vera Röhm (* 1943 in Landsberg am Lech) ist eine deutsche Bildhauerin, Bühnenbildnerin, Fotografin und Grafikerin.

## Leben
Röhm wurde in Landsberg am Lech geboren und hat in ihrer Kindheit in Genf und Darmstadt gelebt. Von 1961 bis 1967 studierte sie an der Académie Charpentier in Paris und an der École Cantonale des Beaux-Arts et des Arts Appliqués in Lausanne. 1962 bis 1963 Praktikum als Bühnenbildnerin am Grand-Théâtre de Genève, der Oper von Genf. 1967 Arbeitsaufenthalte in New York, Neu-Mexiko und Kalifornien.
1968 begann Vera Röhm ihre ersten plastischen Arbeiten in Paris. 1972 entstanden die ersten Metall- und Steinarbeiten in Verbindung mit Plexiglas. Drei Jahre später folgten die ersten Ergänzungen, Materialverbindungen aus Holz und Plexiglas. 1975 entstand die Arbeit Der Baum, fotografiert in der Grube Messel. Nach einer fotografischen Erkundung des Pariser Marais-Viertels begannen ab 1977 die überarbeiteten Fotozyklen Stützwerke. 1981 folgte die fotografische Serie Windbruch im Wald, im selben Jahr entstand das Werk Skogsordbok.
1985 begann sie mit der Werkreihe Die Nacht ist der Schatten der Erde. Seit 1990 ist Röhm Mitglied der Darmstädter Sezession. 1995 reiste Röhm nach Indien, um in Neu-Delhi, Jaipur und Ujjain historische Observatorien zu dokumentieren.
Röhm lebt, gemeinsam mit ihrem Lebensgefährten, dem Künstler Horst Haack, heute in Darmstadt und Paris.

## Ehrungen
- 1997: Für ihr künstlerisches Wirken wurde ihr 1997 der Wilhelm-Loth-Preis der Stadt Darmstadt verliehen.
- 2003: Johann-Heinrich-Merck-Ehrung der Stadt Darmstadt.

## Bildergalerie

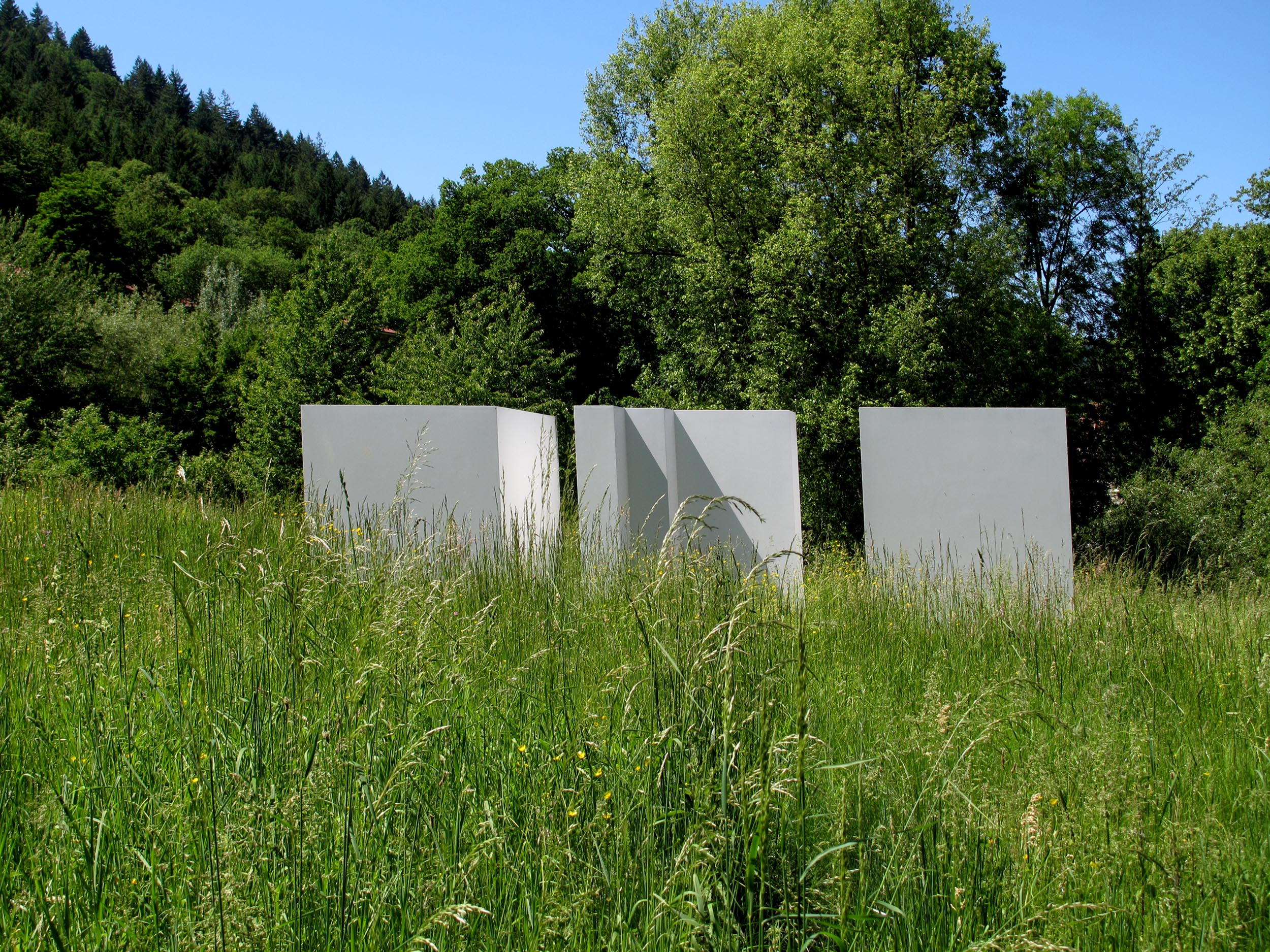
Schattenlabyrinth im Skulpturenpark Heidelberg (2001)
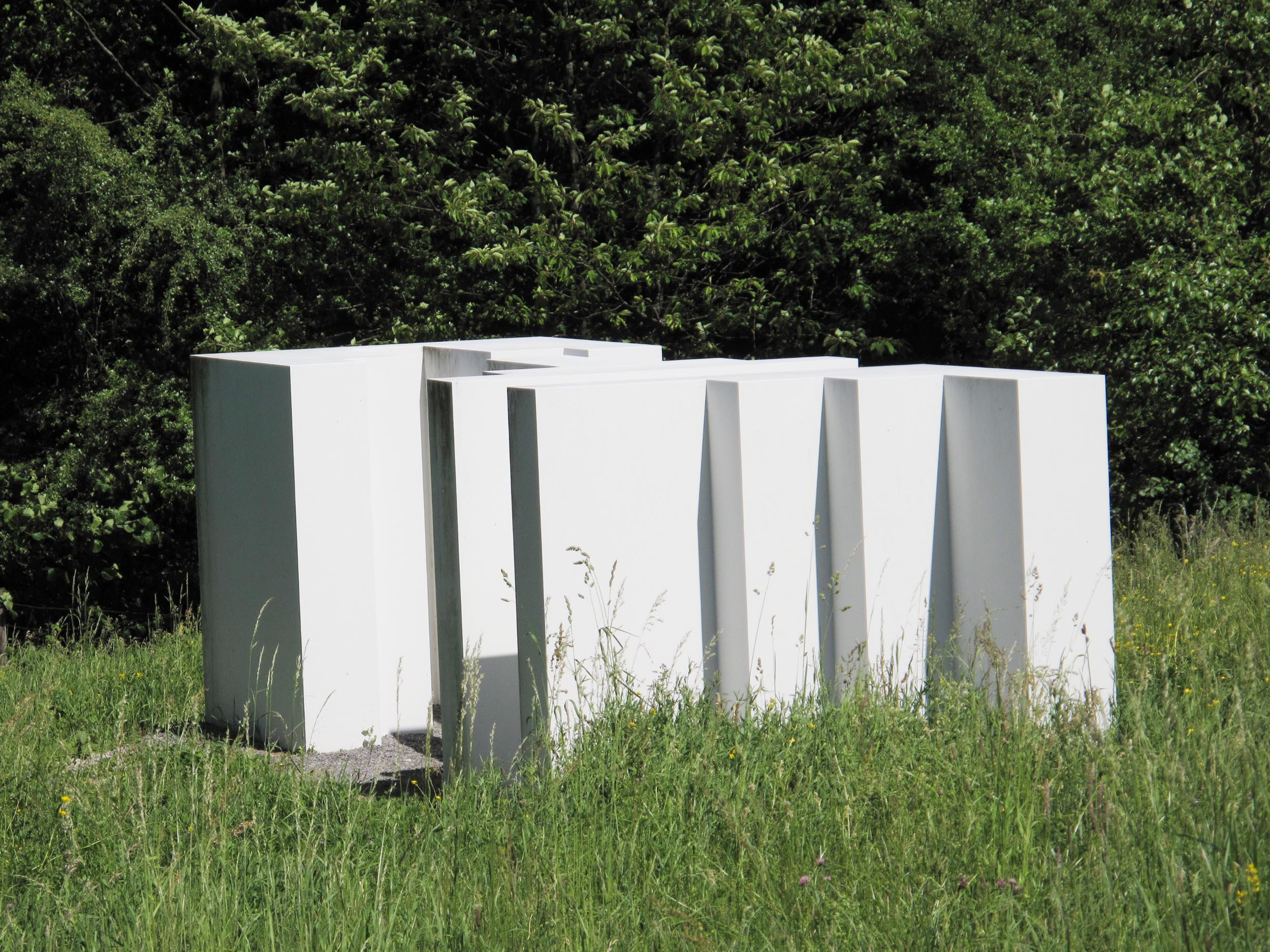
Schattenlabyrinth im Skulpturenpark Heidelberg (2001)
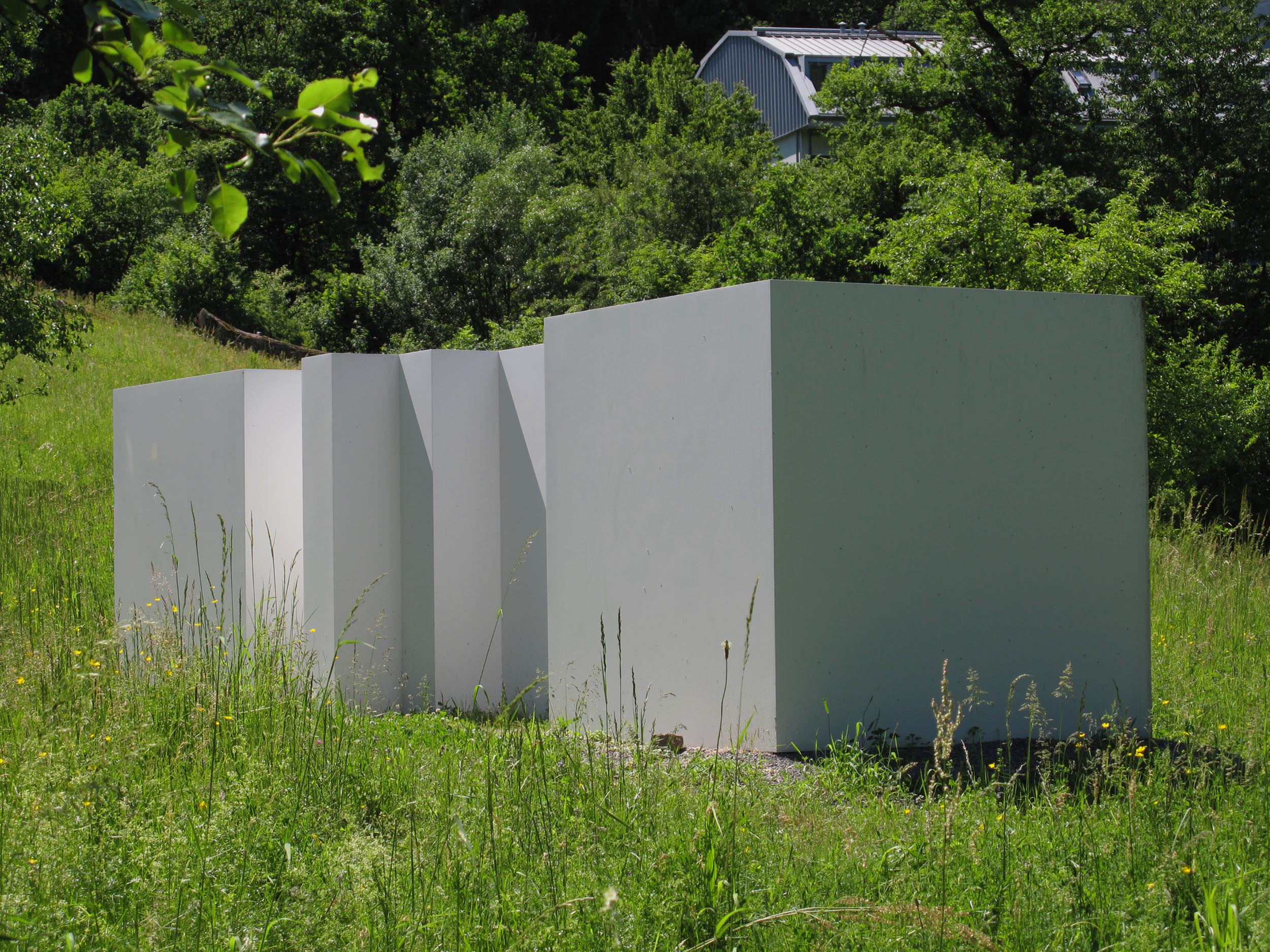
Schattenlabyrinth im Skulpturenpark Heidelberg (2001)
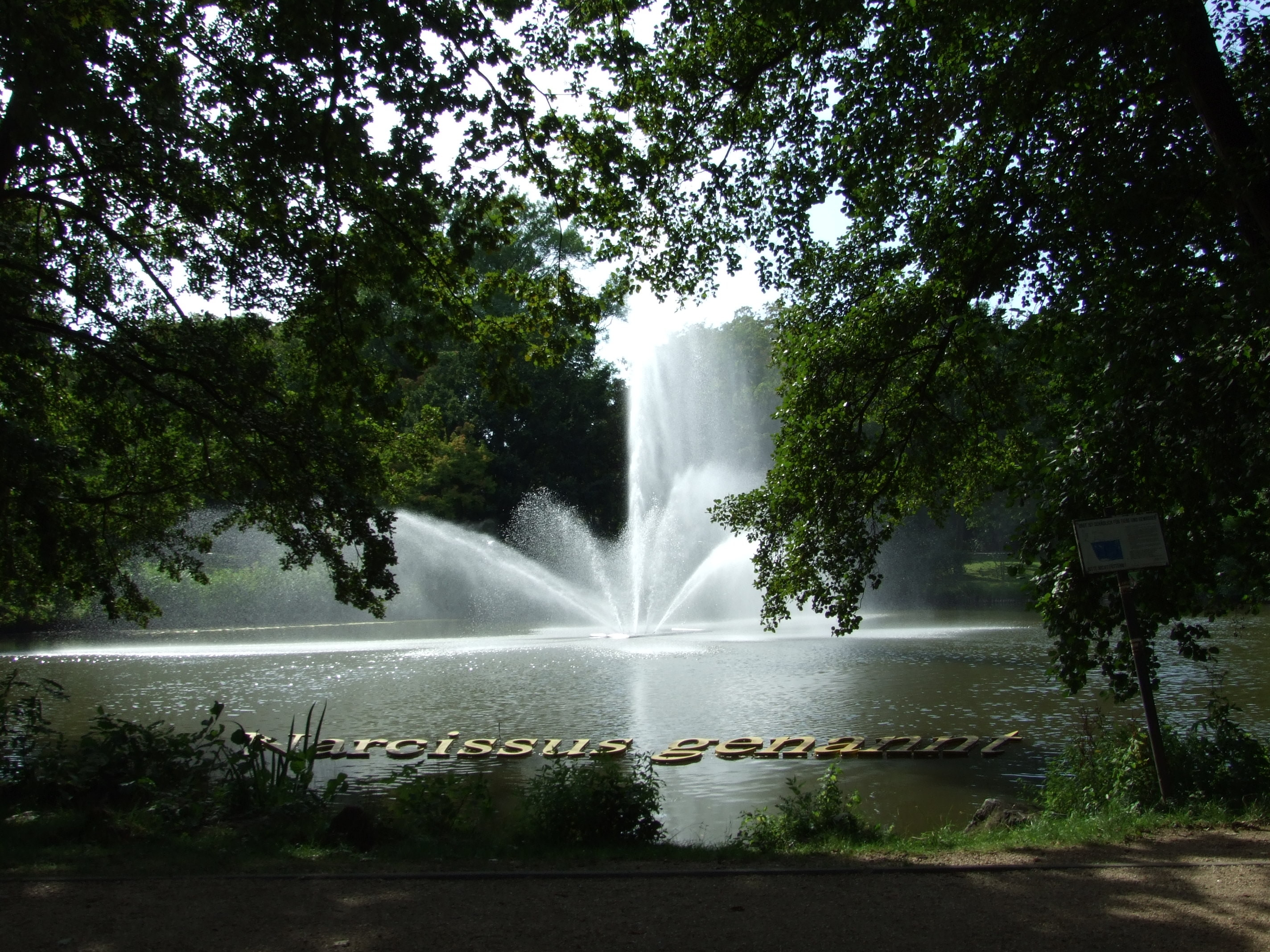
Textfragmente aus Ovids „Echo und Narcissus“ im Kurpark von Bad Homburg (2009)
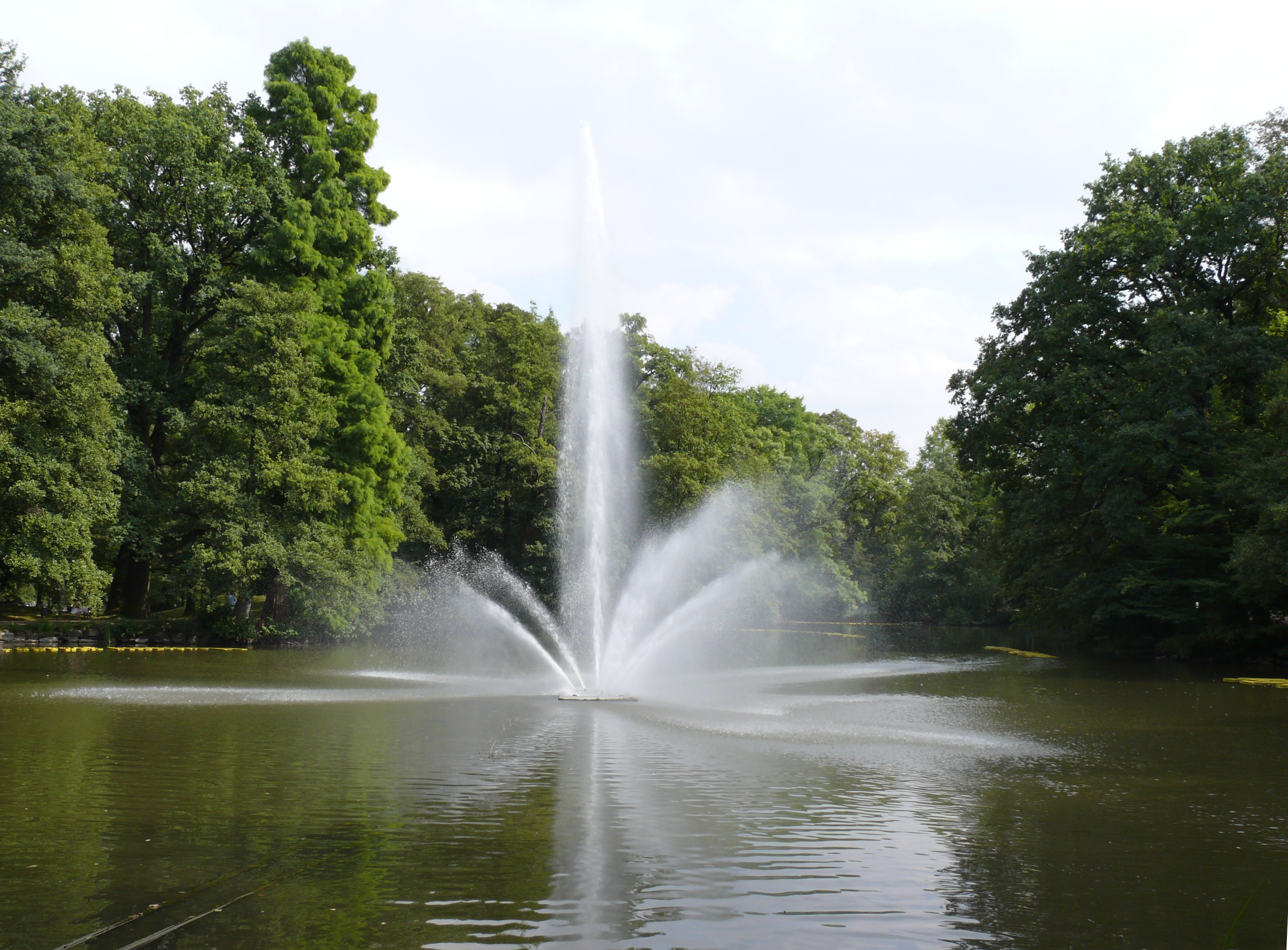
Textfragmente aus Ovids „Echo und Narcissus“ im Kurpark von Bad Homburg (2009)